# TMEM173
TMEM173 (англ. Transmembrane protein 173) – білок, який кодується однойменним геном, розташованим у людей на короткому плечі 5-ї хромосоми. Довжина поліпептидного ланцюга білка становить 379 амінокислот, а молекулярна маса — 42 193.
| 10         |  | 20         |  | 30         |  | 40         |  | 50         |
| ---------- |  | ---------- |  | ---------- |  | ---------- |  | ---------- |
| MPHSSLHPSI |  | PCPRGHGAQK |  | AALVLLSACL |  | VTLWGLGEPP |  | EHTLRYLVLH |
| LASLQLGLLL |  | NGVCSLAEEL |  | RHIHSRYRGS |  | YWRTVRACLG |  | CPLRRGALLL |
| LSIYFYYSLP |  | NAVGPPFTWM |  | LALLGLSQAL |  | NILLGLKGLA |  | PAEISAVCEK |
| GNFNVAHGLA |  | WSYYIGYLRL |  | ILPELQARIR |  | TYNQHYNNLL |  | RGAVSQRLYI |
| LLPLDCGVPD |  | NLSMADPNIR |  | FLDKLPQQTG |  | DHAGIKDRVY |  | SNSIYELLEN |
| GQRAGTCVLE |  | YATPLQTLFA |  | MSQYSQAGFS |  | REDRLEQAKL |  | FCRTLEDILA |
| DAPESQNNCR |  | LIAYQEPADD |  | SSFSLSQEVL |  | RHLRQEEKEE |  | VTVGSLKTSA |
| VPSTSTMSQE |  | PELLISGMEK |  | PLPLRTDFS  |  |            |  |            |

A: Аланін

C: Цистеїн

D: Аспарагінова кислота

E: Глутамінова кислота

F: Фенілаланін

G: Гліцин

H: Гістидин

I: Ізолейцин

K: Лізин

L: Лейцин

M: Метіонін

N: Аспарагін

P: Пролін

Q: Глутамін

R: Аргінін

S: Серин

T: Треонін

V: Валін

W: Триптофан

Кодований геном білок за функцією належить до фосфопротеїнів. 
Задіяний у таких біологічних процесах, як апоптоз, імунітет, вроджений імунітет, поліморфізм. 
Білок має сайт для зв'язування з нуклеотидами. 
Локалізований у клітинній мембрані, цитоплазмі, мембрані, мітохондрії, ендоплазматичному ретикулумі, зовнішній мембрані мітохондрій.